# 結婚ゲーム (映画)
『結婚ゲーム』（原題: Starting Over）は1979年に製作されたアメリカ映画。日本公開は1980年。監督はアラン・J・パクラ。
離婚が増え始めた時代を背景に、離婚した中年男と新しい恋人、前妻の三角関係をコメディタッチで描いた映画。

## ストーリー
ある日、妻から離婚を言い渡されたフィル。独身に戻り、兄夫婦の世話になりながらも、新しい恋人を見つけるのだが、、、。

## キャスト
※括弧内は日本語吹替（初回放送：1986年6月14日 日本テレビ『土曜映画劇場』）
- バート・レイノルズ：フィル・ポター（吹替：青野武）
- ジル・クレイバーグ：マリリン（吹替：谷育子）
- キャンディス・バーゲン：ジェシカ・ポター（吹替：弥永和子）
- チャールズ・ダーニング：マイケル・ポター（吹替：藤本譲）
- フランシス・スターンハーゲン：マーバラ（吹替：巴菁子）
- オースティン・ペンドルトン：ポール（吹替：嶋俊介）
- メアリー・ケイ・プレイス：マリー
- マッキンタイア・ディクソン：ダン（吹替：伊井篤史）
- リチャード・ホワイティング：エバレット（吹替：村松康雄）

日本語吹替その他：小島敏彦、田口昂、幹本雄之、佐藤正治